# Enola Holmes (film)
Cet article concerne l'adaptation cinématographique. Pour la série littéraire, voir Les Enquêtes d'Enola Holmes.
Série
Enola Holmes 2
(2022)
Pour plus de détails, voir Fiche technique et Distribution.
Enola Holmes est un film dramatique d'aventures américano-britannique réalisé par Harry Bradbeer et sorti en 2020 sur le service Netflix.
Il s'agit de l'adaptation de la série littéraire Les Enquêtes d'Enola Holmes de la romancière américaine Nancy Springer, et plus précisément du premier roman intitulé La Double Disparition. Il met en scène la petite sœur du célèbre détective Sherlock Holmes, lui-même créé par l'écrivain britannique Arthur Conan Doyle.
Une suite, Enola Holmes 2, est sortie en novembre 2022.

## Synopsis
Enola est la benjamine de la famille Holmes, née en 1874. Elle vit seule dans la campagne britannique avec sa mère, Eudoria, qui l'éduque de manière peu orthodoxe et loin des codes de la société victorienne du XIXème siècle. Quand Eudoria disparaît mystérieusement, les deux frères d'Enola, qu'elle n'avait plus vus depuis longtemps, réapparaissent dans sa vie. Il s'agit de Mycroft et de Sherlock Holmes. Ce dernier étant un célèbre détective, Enola pense qu'il pourra l'aider à retrouver la trace de sa mère. Néanmoins, quand il découvre que leur petite sœur est loin d'être un modèle de sagesse et de politesse, Mycroft qui est le tuteur légal d'Enola décide de l'envoyer en pensionnat pour la rendre acceptable dans la bonne société. Mécontente, Enola se déguise et s'échappe en direction de Londres où elle est amenée à résoudre un mystère.

## Fiche technique
Sauf indication contraire, les informations mentionnées dans cette section peuvent être confirmées par la base de données cinématographiques IMDb,  présente dans la section « Liens externes ».
- Titre original : Enola Holmes
- Réalisation : Harry Bradbeer
- Scénario : Jack Thorne, d'après la série littéraire Les Enquêtes d'Enola Holmes : La Double Disparition de Nancy Springer et le personnage de Sherlock Holmes créé par Arthur Conan Doyle
- Musique : Daniel Pemberton
- Direction artistique : Andrew Munro et Ashley Winter
- Décors : Michael Carlin
- Costumes : Consolata Boyle
- Photographie : Giles Nuttgens
- Montage : Adam Bosman
- Production : Alex Garcia, Ali Mendes, Mary Parent, Paige Brown et Millie Bobby Brown
- Production déléguée : Joshua Grode, Michael Dreyer et Harry Bradbeer
- Sociétés de production : Legendary Pictures et PCMA Productions
- Société de distribution : Netflix
- Budget : n/a
- Pays de production :  États-Unis,  Royaume-Uni
- Langue originale : anglais
- Format : couleur
- Genres : aventures, comédie policière
- Durée : 123 minutes
- Date de sortie : 23 septembre 2020 (Netflix)

## Distribution
- Millie Bobby Brown (VF : Clara Soares) : Enola Holmes
- Henry Cavill (VF : Adrien Antoine) : Sherlock Holmes
- Sam Claflin (VF : Anatole de Bodinat) : Mycroft Holmes
- Helena Bonham Carter (VF : Laurence Breheret) : Eudoria Vernet Holmes
- Louis Partridge (VF : Kylian Trouillard) : Lord Tewkesbury
- Burn Gorman : Linthorn
- Adeel Akhtar (VF : Marc Saez) : l'inspecteur Lestrade
- Susan Wokoma : Edith
- Hattie Morahan (VF : Rafaèle Moutier) : Lady Tewksbury
- David Bamber (VF : Philippe Siboulet) : Sir Whimbrel
- Fiona Shaw (VF : Frédérique Tirmont) : Miss Harrison
- Frances de la Tour (VF : Annie Sinigalia) : la grand-mère de Tewksbury
- Claire Rushbrook (VF : Marie-Madeleine Burguet) : Mme Lane
- Ellie Haddington (VF : Cathy Cerda) : Miss Gregory

 Source et légende : version française (VF) sur RS Doublage et le carton de doublage français.

## Production

### Développement
En février 2019, la société Legendary Pictures acquiert les droits d'adaptations de la série littéraire Les Enquêtes d'Enola Holmes de Nancy Springer. Un projet d'adaptation pour le cinéma entre alors en production avec Harry Bradbeer à la réalisation et Warner Bros. à la distribution. L'actrice Millie Bobby Brown signe pour interpréter le rôle titre mais également pour co-produire le film.
Début 2020, alors que le monde est touché par la pandémie de Covid-19, le service Netflix commence à acquérir plusieurs films dont la production est terminée pour s'assurer de pouvoir proposer du contenu à ses abonnés, la pandémie ayant entrainé l'interruption des tournages. Le service entame alors des négociations avec Legendary Pictures et Warner Bros. pour récupérer les droits de distribution du film pour le diffuser sur sa plateforme.
En avril 2020, Netflix annonce avoir officiellement acquis les droits de distribution du film qui sera proposé sur son réseau en tant que production originale.

### Attribution des rôles
Millie Bobby Brown est la première actrice à rejoindre le projet lors de son annonce en février 2019. En juin 2019, elle est suivie par Helena Bonham Carter qui signe pour le rôle de la mère d'Enola ainsi que par Henry Cavill qui interprétera le célèbre détective, Sherlock Holmes. Le même mois, Adeel Akhtar et Fiona Shaw rejoignent également la distribution,.
En juillet 2019, Sam Claflin signe pour le rôle de Mycroft Holmes, le frère d'Enola et Sherlock. Parallèlement, les présences de Louis Partridge, Susie Wokoma, Frances de la Tour et Burn Gorman sont également dévoilées.

### Tournage

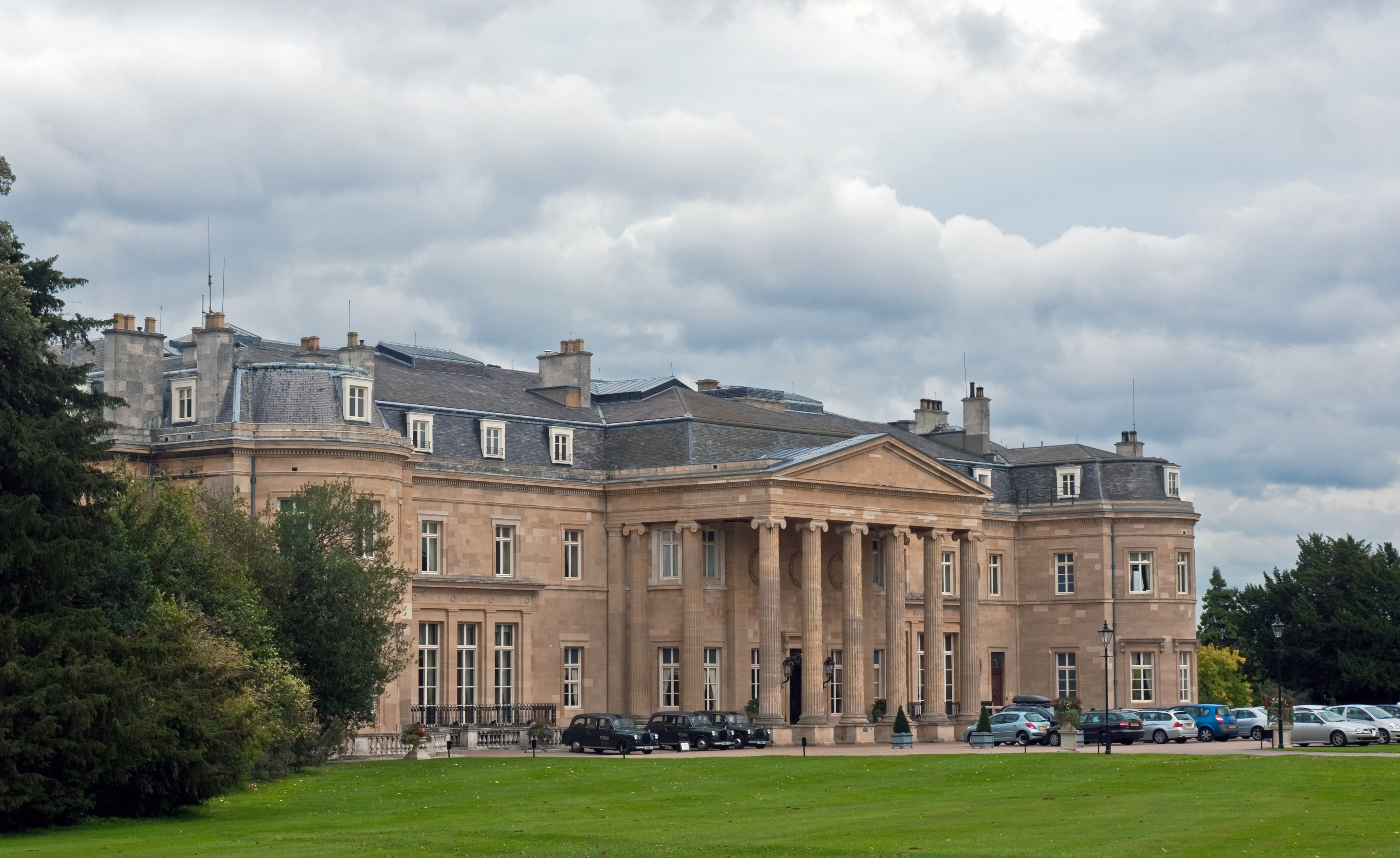
Façade est de la Luton Hoo où certaines scènes ont été tournées.

Le tournage débute en juillet 2019 à Londres, la capitale du Royaume-Uni.  

### Musique
En avril 2019, on annonce que Daniel Pemberton composera la musique du film.

## Accueil

### Critique
Aux États-Unis, le film reçoit un accueil majoritairement positif de la part des critiques. Sur le site agrégateur de critiques Rotten Tomatoes, il obtient un score de 72 % de critiques positives, avec une note moyenne de 6,10/10 sur la base de 92 critiques, lui permettant d'obtenir le label « Frais », le certificat de qualité du site.
D'après le consensus critique rédigé par le site, le film apporte « une bouffée d'air frais à Baker Street ». Il souligne également la performance de Millie Bobby Brown, bien reçue par les critiques.

### Problème judiciaire
Peu de temps après l'acquisition du film par Netflix, il est annoncé que les ayants droit d'Arthur Conan Doyle, le Conan Doyle Estate, attaquent la romancière à l'origine de la série de romans, Nancy Springer, ainsi que son éditeur, Penguin Random House, pour violation de droits d'auteur et de marque déposée.
Dans les romans Les Enquêtes d'Enola Holmes, Sherlock Holmes est présenté comme plus chaleureux et est capable d'éprouver des émotions. D'après les ayants droit, ces traits de personnalité ont été introduits dans les œuvres d'Arthur Conan Doyle publiées après 1923 et qui ne se trouvent pas encore dans le domaine public, contrairement à celles publiées avant cette année et qui peuvent être utilisées librement.
Cette version du personnage est donc encore protégée par un copyright et ne peut être utilisée qu'avec une autorisation, ce qui n'est pas le cas de la série de romans et de son adaptation. Nancy Springer et la production du film enfreindraient donc la loi en utilisant cette version de Sherlock Holmes. Netflix, Legendary Pictures et les producteurs de l'adaptation cinématographique sont également visés par la plainte, étant donné qu'ils adaptent les romans de Springer.

## Sortie
Initialement prévue à être une sortie en salles par Warner Bros. Pictures, en avril 2020, Netflix a repris les droits de distribution du film en raison de la pandémie COVID-19. Il a été publié numériquement le 23 septembre 2020. Pour promouvoir le film au Royaume-Uni, Netflix a installé une série de statues de sœurs célèbres à côté des statues existantes de leurs frères célèbres. Ils ont également publié un jeu d'aventure gratuit à la maison en collaboration avec Escape Hunt UK appelé An Enola Holmes Adventure.

## Suite
En septembre 2020, Millie Bobby Brown et le réalisateur Harry Bradbeer ont reconnu leur intention de développer une suite. Brown n'a dans un premier temps pensé qu'à faire le premier film, mais a adoré jouer le personnage et a dit que ce serait un rêve de le refaire.